# Steeplechase (caballos)

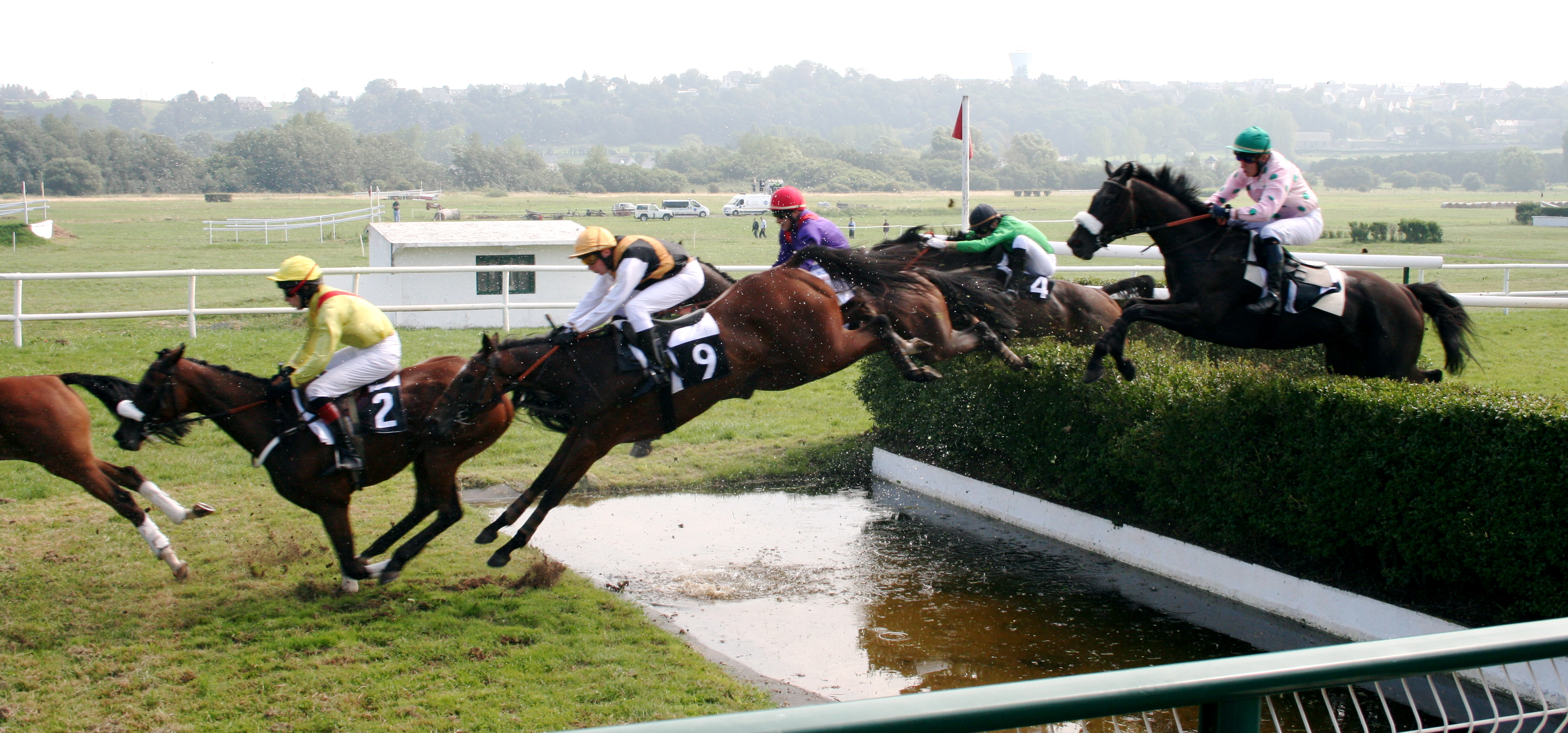
Una competición steeplechase

Una steeplechase es una carrera de obstáculos de caballos que se celebra sobre una pista con vallas vegetales y otros obstáculos. Este tipo de carrera nació en Irlanda y después se extendió al Reino Unido, Canadá, Estados Unidos de América, Australia y Francia . El nombre deriva de las primeras carreras en las que la orientación de la carrera tenía como referencia el campanario de una iglesia, saltando vallas y acequias y, en general, atravesando los numerosos obstáculos que se plantean en el campo.
El uso moderno del término "steeplechase" varía según los países. En Irlanda y Reino Unido se refiere a las competiciones que se hacen en pistas equipadas con grandes obstáculos fijos, mientras que en " obstáculos " los obstáculos son más pequeños. En el resto del mundo, "steeplechase" se utiliza para referirse a cualquier carrera de obstáculos a caballo.
La steeplechase más famosa es la Grand National, una carrera celebrada cada año en el hipódromo de Aintree, Liverpool, desde 1836 (la carrera oficial se celebró tres años más tarde). En 2014, tuvo premios globales de un millón de libras al alcance .

## Historia

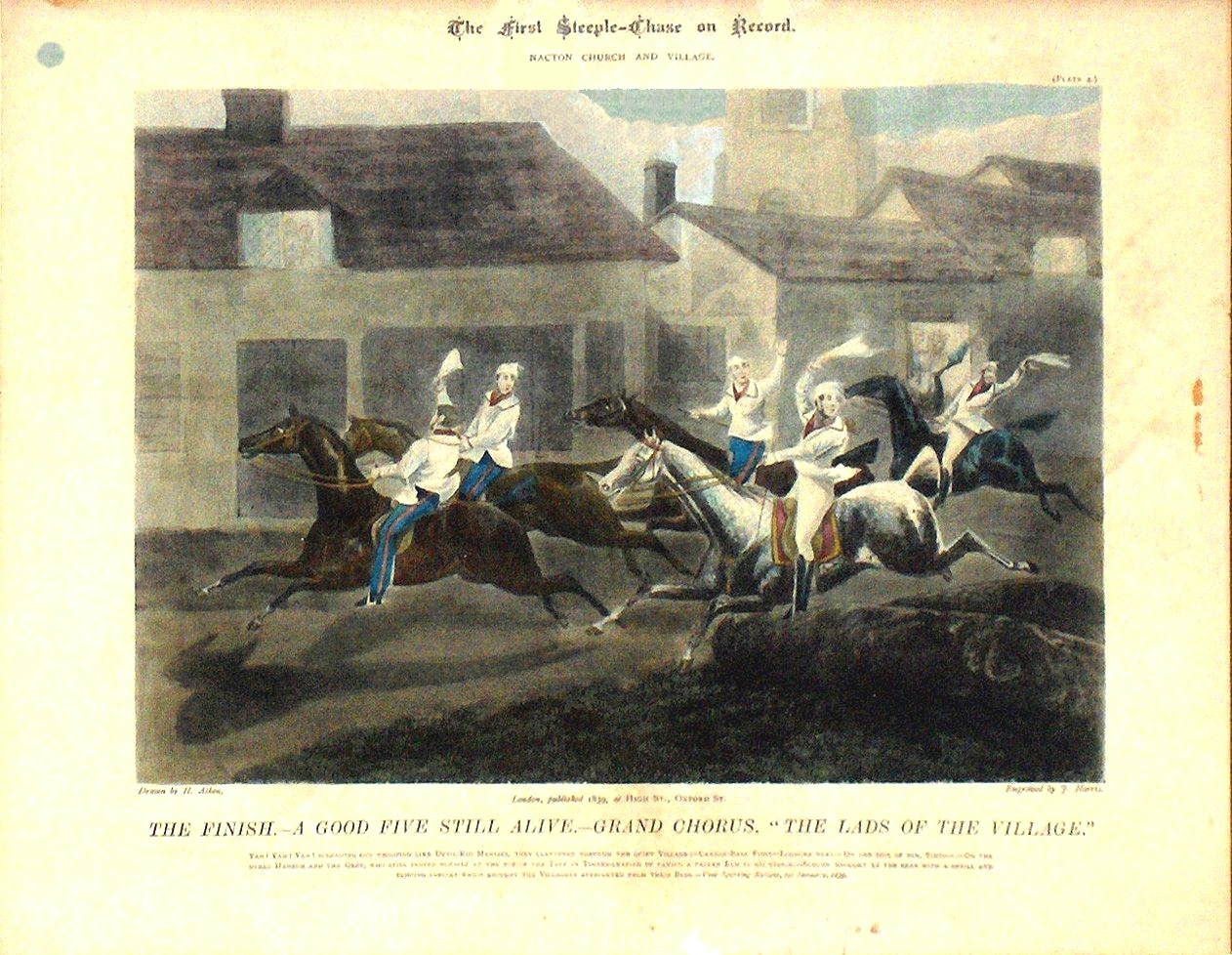
Grabado anónimo "Los chicos del pueblo" - la primera steeplechase inglesa conocida de 1830.

La steeplechase se originó en Irlanda en el siglo XVIII como un análogo a las carreras de caballos de pura sangre que iban de campanario de la iglesia a campanario de la iglesia, por tanto, "steeplechase". Se dice que la primera carrera de obstáculos fue el resultado de una apuesta en 1752 entre Cornelius O'Callaghan y Edmund Blake, al cursar cuatro millas (6,4 km) atraviesa desde la iglesia de San Juan en Buttevant hasta la iglesia de Santa Maria (iglesia de Irlanda) en Doneraile, en Cork, Irlanda.
Se creía que un relato de la carrera se encontraba en la biblioteca de los O'Briens del castillo de Dromoland . La mayoría de las carreras de obstáculos anteriores se disputaron a través del campo en lugar de hacerlo en una pista, y se asemejaban al cross country inglés tal y como existe actualmente. La mayoría de las primeras carreras de obstáculos se hicieron en pistas de cross county, en lugar de una pista, y se asemejaban a las carreras de cross country inglesas que se celebran hoy.La primera carrera de obstáculos registrada sobre una pista preparada con vallas se realizó en Bedford en 1810, aunque se había realizado una carrera en Newmarket en 1794 sobre una milla (1600 m) con vallas de cinco pies (1,5 m) cada cuarto de milla (400 m) y la primera steeplechase registrada de cualquier tipo en Inglaterra tuvo lugar en Leicestershire en 1792, cuando tres caballos corrieron las ocho millas desde Barkby Holt hasta Billesdon Coplow y regreso.
La mayoría de las primeras carreras de obstáculos se realizaron en pistas de cross county, en lugar de una pista, y se parecían a las carreras de cross country inglesas que se celebran hoy. La primera carrera de obstáculos registrada tuvo lugar en Durdham Down, cerca de Bristol, en 1821. Había 5 obstáculos en el recorrido de la milla y la carrera se disputó en tres series.
La primera steeplechase nacional inglesa reconocida tuvo lugar el lunes 8 de marzo de 1830. Las 4 millas (6,4 km), organizada por Thomas Coleman de St. Albans, se corrió desde Bury Orchard, Harlington en Bedfordshire hasta el Obelisco en Wrest Park, Bedfordshire. El ganador fue el capitán Macdowall en "The Wonder", propiedad de Lord Ranelagh, que ganó en un tiempo de 16 minutos 25 segundos. El reportaje del evento apareció en las ediciones de mayo y julio de Sporting Magazine en 1830.

## República Checa
El Velká pardubická Steeplechase en Pardubice, en la República Checa, es la ubicación de una de las carreras de obstáculos más largas de Europa. La primera carrera de obstáculos de Velka Pardubice se celebró el 5 de noviembre de 1874 y desde entonces se ha organizado anualmente.